# 神奇搬运家
《神奇搬运家》（英語：Monster Moves）是一个英国纪录片系列，始于2005年，至今共播放了6季31集。